# Coelioxys reginae
Coelioxys reginae är en biart som beskrevs av Cockerell 1905. Coelioxys reginae ingår i släktet kägelbin, och familjen buksamlarbin. Inga underarter finns listade i Catalogue of Life.